# Scytalopus femoralis
El churrín ventrirrufo (Scytalopus femoralis), también denominado tapaculo de subcaudales rufas (en Perú) o tapacola culirrufo, es una especie de ave paseriforme perteneciente al numeroso género Scytalopus de la familia Rhinocryptidae. Es endémico de Perú. 

## Distribución y hábitat
Se distribuye por los Andes centrales de Perú, desde  sur de Amazonas hacia el sur hasta Junín; unos pocos especímenes del lejano Ayacucho podrían ser de la presente especie.
Es bastante común en el sotobosque y en los bordes de bosques montanos, principalmente entre los 1400 y los 2300 m s. n. m. de altitud.

## Taxonomía
Es monotípica. Las especies Scytalopus atratus, S. bolivianus, S. micropterus y S. sanctaemartae ya fueron consideradas subespecies de la presente especie, más ampliamente definida, pero difieren substanciamente en las vocalizaciones.